# جون إف. كيلي
جون فرانسيس كيلي (بالإنجليزية: John Francis Kelly)‏ (ولد في 11 مايو 1950) هو مسؤول حكومي أمريكي وعميد متقاعد، شغل منصب رئيس موظفي البيت الأبيض في إدارة الرئيس دونالد ترامب وكان سابقًا وزير الأمن الداخلي في إدارة ترامب أيضًا.
وقبل دخوله المجال السياسي، كان كيلي جنرالا في قوات مشاة البحرية الأمريكية، عمل كقائد للقيادة الجنوبية، وهي قيادة مقاتلة موحدة مسؤولة عن العمليات العسكرية الأمريكية في أمريكا الوسطى وأمريكا الجنوبية ومنطقة البحر الكاريبي. وكان قد عمل سابقا كقائد عام للقوة المتعددة الجنسيات الغربية في العراق من فبراير 2008 إلى فبراير 2009، وقائد قوات احتياط مشاة البحرية وقوات مشاة البحرية الشمالية في أكتوبر 2009. وقد خلف الجنرال دوغلاس م. فريزر كقائد للقيادة الجنوبية في 19 نوفمبر 2012، ثم خلفه أميرال البحرية كورت تيد في 14 يناير 2016.
تم تعيين كيلي وزيرا للأمن الداخلي في 20 يناير 2017 من قبل الرئيس ترامب. ثم تم تعيينه في 28 يوليو 2017 ليحل محل رينس بريبوس رئيسا لموظفي البيت الأبيض، وتولى منصبه في 31 يوليو 2017 بعد وقت قصير من ترك بريبوس منصبه رسميا. شغل كيلي منصب الوزير لستة أشهر، وهي أقصر مدة يقضيها أحد في هذا المنصب ذو التاريخ القصير نسبيا.
وبصفته رئيس الموظفين، يعتبر كيلي أحد أكثر أعضاء الإدارة تحفظا في مسألة الهجرة، إلى جانب كبير المستشارين ستيفن ميلر.
في 8 ديسمبر 2018، أعلن الرئيس دونالد ترامب أن جون كيلي سيغادر منصبه مع نهاية العام.
فقد جون كيلي ابنه الملازم أول روبرت في حرب أفغانستان، حيث قُتل في 2010 أثناء المعارك بعدما داس على لغم وهو يقود مجموعة من مشاة البحرية في سنجين.

## روابط خارجية
- جون إف. كيلي على موقع IMDb (الإنجليزية)
- جون إف. كيلي على موقع مونزينجر (الألمانية)